# Angel Delight
Angel Delight (на английски: Angel Delight) е шестият студиен албум на британската фолк рок група Феърпорт Кънвеншън. Издаден е през 1971 година. В него за първи път не участва китаристът Ричард Томпсън. В състава се изявяват Саймън Никъл (китара, вокали), Дейв Суарбрик (цигулка и вокали), Дейв Пег (бас-китара и вокали) и Дейв Матъкс (барабани).
Името на продукцията произхожда от бар в Литъл Хедхам в Хартфордшър, наречен The Angel ('Ангела'), в който групата престоява известно време. Музикантите посвещават заглавната песен (Angel Delight) на историята си, в която Джон Уд е препратка към името на продуцента, а Дейв Дръм – на барабаниста Матъкс. Групата се измества от The Angel скоро след издаването на албума.
В музикално отношение, Angel Delight почти не прогресира от предшествениците си, макар че на пазара продажбите са подсилени от участие в Топ Оф Дъ Попс като избран албум. Добира се до 8-а позиция в Британската класация на албуми, което е най-високото постижение на групата в ОК.